# John Fillmore Hayford

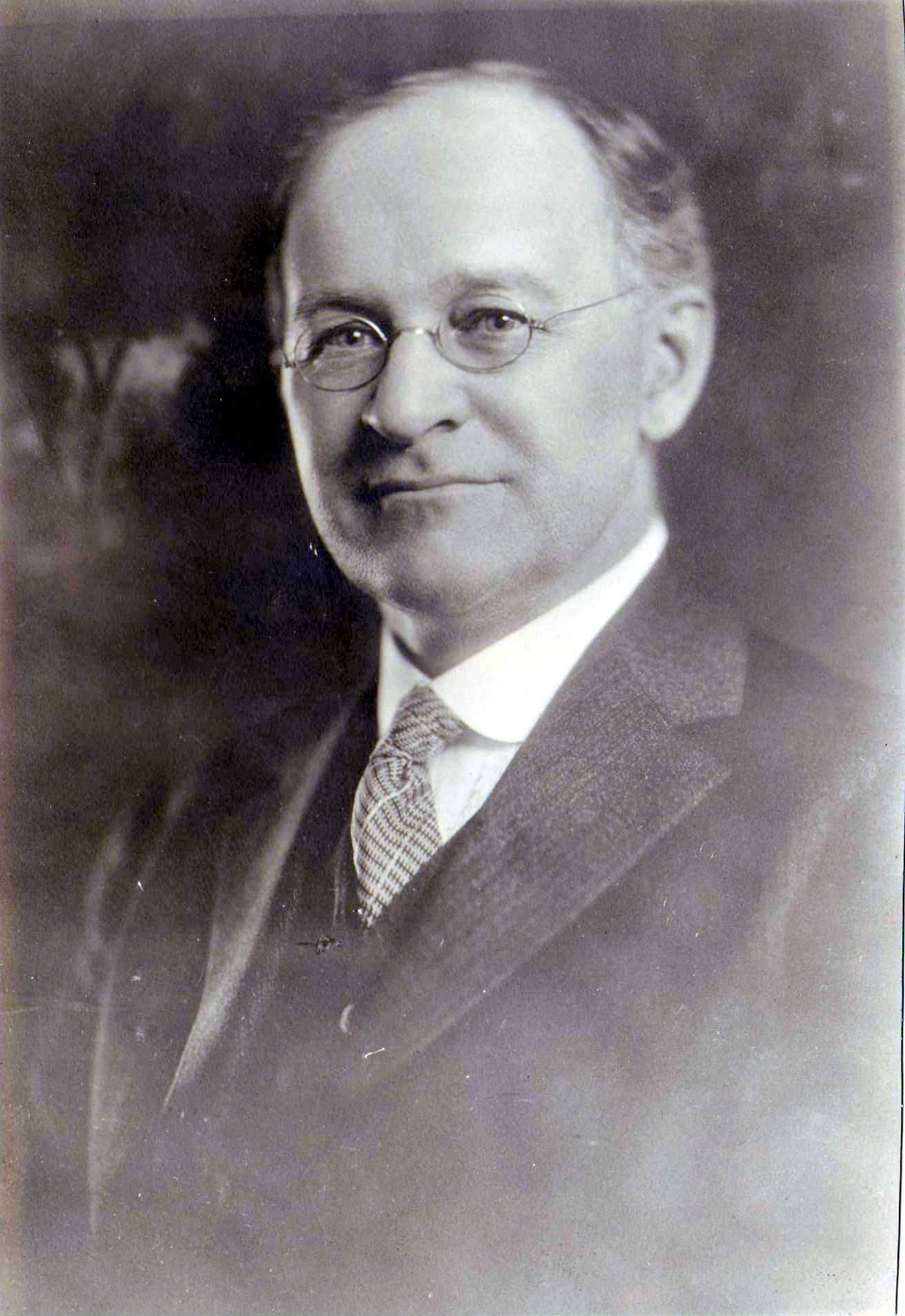
John Fillmore Hayford

John Fillmore Hayford (* 19. Mai 1868 in Rouses Point, New York; † 10. März 1925 in Evanston, Illinois) war ein US-amerikanischer Ingenieur und Geodät, der vor allem durch sein „Hayford-Ellipsoid“ von 1909 bekannt ist.
Hayford war der erste, der bei der Bestimmung der genauen Erdfigur auch die Massenverteilung im Erdinneren berücksichtigte – nämlich die Hypothese der Isostasie bis zu einer Tiefe von etwa 100 Kilometer. Die Kontinente erfüllen dieses Schwimm-Gleichgewicht allerdings nur zu etwa 90 Prozent, sodass Hayfords Daten der Erdachsen trotz der guten Methodik um etwa 250 Meter von den modernen Werten abweichen. Dies entspricht 0,04 Promille des Erdradius, was bis dahin noch nie erreicht wurde und 3× genauer als das damals vorherrschende Bessel-Ellipsoid war.
Die Internationale Union für Geodäsie und Geophysik (IUGG) übernahm auf ihrem Kongress von 1924 Hayfords Ergebnisse als Internationales Ellipsoid 1924. Da jedoch 1967 und 1981 etwas bessere Internationale Ellipsoide festgesetzt wurden, spricht man seither meist vom „Hayford-Ellipsoid“.
1911 wurde Hayford in die National Academy of Sciences gewählt. Seit 1915 war er Mitglied der American Philosophical Society. Nach Hayford wurde ein Mondkrater benannt.